# Хит, Томас Литтл
Сэр То́мас Литтл Хит (англ. Thomas Little Heath, 1861—1940) — английский историк математики и филолог. Известен своими классическими переводами античных научных текстов.

## Биография
Родился в деревне Барнетби-Ле-Уолд (на севере графства Линкольншир), сын фермера. По окончании местного колледжа поступил в кембриджский Тринити-колледж. Там он в 1896 году получил учёную степень (ScD). В 1884 году он был принят помощником секретаря британского казначейства (с 1913 года — постоянный секретарь). В дальнейшем он продолжал государственную службу (с 1919 года — в National Debt Office) вплоть до отставки в 1926 году по достижении им 65 лет.
Награждён за службу Орденом Бани и Королевским Викторианским орденом.  В 1920 году получил статус почётного выпускника Тринити-колледжа. В 1922—1923 годах был избран президентом британской Математической Ассоциации. В 1932 году избран членом Британской академии.
В 1914 году женился на Аде Мэри Томас, у них родились сын Джеффри Томас и дочь Вероника Мэри.
Труды Хита касаются в основном античной математики и астрономии, этим он занимался в свободное от службы вечернее время. Хит перевёл и детально прокомментировал труды Евклида, Аполлония, Аристарха и Архимеда, в том числе опубликованный  Гейбергом в 1910—1915 годах палимпсест Архимеда. Самая известная работа Хита —  двухтомная «История греческой математики» (1921 год, многократно переиздавалась и переводилась на разные языки).
Круг внеслужебных интересов Хита был широк — он прославился как первоклассный филолог, переводчик, опытный альпинист. За работы по истории математики в 1912 году избран членом Королевского общества.
Умер в 1940 году.

## Основные труды

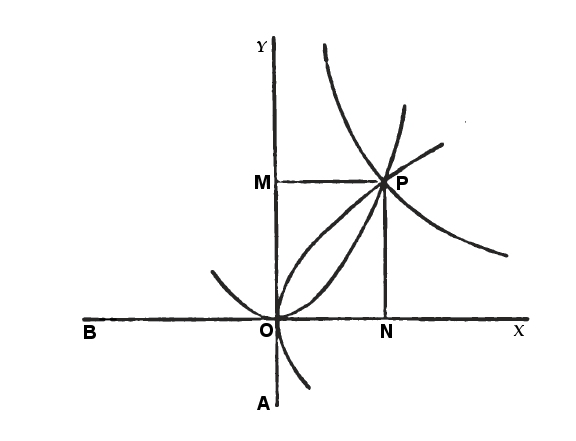
Метод Менехма для удвоения куба. Рисунок из книги Хита «Аполлоний Пергский»

Указаны только первые издания; многие из этих книг были переизданы несколько раз.
- Diophantus of Alexandria: a Study in the History of Greek Algebra (Cambridge: Cambridge University Press, 1885)
- Apollonius of Perga. Treatise on Conic Sections (Cambridge: Cambridge University Press, 1896)
- Archimedes. Works (Cambridge: Cambridge University Press, 1897)
- The thirteen books of Euclid's Elements (Cambridge: Cambridge University Press, 1908)
- Aristarchus of Samos, the Ancient Copernicus Oxford: Clarendon Press, 1913)
- A History of Greek Mathematics (Oxford: Clarendon Press, 1921)
- A Manual of Greek Mathematics (Oxford: Clarendon Press, 1931)
- Greek Astronomy (London: J.M. Dent & Sons, 1932)
- Mathematics in Aristotle (Oxford: Clarendon Press, 1949)

### Тексты трудов Хита в сети
- Работы Thomas Little Heath в проекте «Гутенберг»
- A History of Greek Mathematics: vol. 1, vol. 2
- The Works of Archimedes
  - Archimedes' Quadrature Of The Parabola
  - Archimedes' On The Measurement Of The Circle
- Diophantus Of Alexandria: A Study In The History Of Greek Algebra
- The Thirteen Books of Euclid's Elements: vol. 1, vol. 2, vol. 3
- PDF files of many of Heath's works, including those on Diophantus, Apollonius, etc.